# Finsk fonologi
Finsk fonologi beskriver fonologin i finska språket. Finskan skriver ungefär som man uttalar orden, långt uttal skrivs dubbelt och kort uttal skrivs med en bokstav.

## Uttal

### Konsonanter
I finskan används sjutton konsonanter: /m n ŋ p t k b d g f s ʃ h ʋ l j r/, varav /b g f ʃ/ används i lånord.
|             | Labial | Dental | Alveolar | Postalveolar | Palatal | Velar  | Glottal |
| ----------- | ------ | ------ | -------- | ------------ | ------- | ------ | ------- |
| Nasal       | m      |        | n        |              |         | ŋ2     |         |
| Klusil      | p (b)3 | t      | d1       |              |         | k (ɡ)3 |         |
| Frikativ    | (f)3   |        | s        | (ʃ)3         |         |        | h       |
| Approximant | ʋ      |        | l        |              | j       |        |         |
| Tremulant   |        |        | r        |              |         |        |         |

1. /d/ förekommer medialt som ett försvagat [t] genom finskans speciella stadieväxling, men förekommer också i klustret /hd/ och i en mängd lånord.
2. [ŋː] förekommer som ng genom stadieväxling av nk, varav n; et i nk representerar [ŋ].
3. /b g f ʃ/ förekommer endast i lånord.

#### Stadieväxlingen
Stadieväxlingen är det som kallas för finskans "konsonantomljud" och är alltid beroende av fonologi och morfosyntax. Det som är speciellt med stadieväxlingen är det att den bestämmer hur konsonanterna ska bli när ordet ändras. Det finns ett starkt stadium som vanligen uppträder i öppna stavelser (slutar på vokal) och ett svagt stadium som vanligen uppträder i slutna stavelser (slutar på konsonant).
Exempel på stadieväxling (alla exempel är i nominativ singular till plural):
- Kvantitativ stadieväxling[2]:
  - /pː/ → /p/ (pappi - papit 'präst(er)')
  - /kː/ → /k/ (pukki - pukit 'bock(ar)')
  - /tː/ → /t/ (katto - katot 'tak')
- Kvalitativ stadieväxling[2]:
  - /p/ → /ʋ/ (läpi - lävet 'hål')
  - /k/ → borta (pako - paot 'utrymning')
  - /t/ → /d/ (katu - kadut 'väg(ar)')
- Assimilation till en föregående konsonant:
  - /mp/ → /mː/ (kampi - kammet 'vev(ar)')
  - /ŋk/ → /ŋː/ (kenkä - kengät 'sko(r)')
  - /nt/ → /nː/ (lento - lennot 'flyg')
  - /lt/ → /lː/ (kielto - kiellot 'förbud')
  - /rt/ → /rː/ (parta - parrat 'skägg')
- Mindre vanliga växlingar:
  - /lke/, /rke/ → /lje/, /rje/ (jälki - jäljet 'spår', kurki - kurjet 'kran(ar)')
  - /uku/, /yky/ → /uʋu/, /yʋy/ (puku - puvut 'kostym(er)', kyky - kyvyt 'förmåga/förmågor')
- Historiska undantag från regeln om öppna och slutna stavelser:
  - ranne → ranteen 'handled - handledens'
  - tavata → tapaan 'att möta - jag möter'

#### Tonande klusiler
/b/ och /g/ räknas ofta inte som finska fonem eftersom de endast förekommer i lånord, men alla dessa lånord är relativt vanliga idag, så dessa fonem räknas som officiella. Misslyckanden med att använda dessa på rätt sätt har oftast förlöjligats i media, t.ex. betraktar journalister och högt uppsatta tjänstemän Belgia (Belgien) som Pelkia. Många utbildade talare gör inte någon skillnad mellan tonande och tonlösa klusiler i vanligt tal, om det inte finns några risker för förväxlingar. Några få exempel: /busːi/ 'en buss' vs. /pusːi/ och /gorilːɑ/ 'en gorilla' vs. /korilːɑ/ 'med en korg'.
/d/ är något annorlunda än /b/ och /g/ på grund av att det finns i finska ord, som en "svag" motsvarighet till det tonlösa /t/, men historiskt sett uttalades den som en frikativ: /ð/. Under de sju århundraden då Finland styrdes av Sverige började uttalet [d] att komma in i det finska uttalet och ersatte [ð], men i lånord uttalades det som [t], t.ex. deodorantti (deodorant) [te.otorɑntːi]. Klusilen /d/ uttalas nu för det mesta som [d], åtminstone i lånord och formella tal.

### Vokaler
Finska språket har många olika vokalljud och kryllar också av diftonger. Något som är speciellt för finskan är y-ljudet, som kan uppfattas som något mellan y och ö.[källa behövs]
|         | Främre | Främre  | Bakre  | Bakre |
| orundad | rundad | orundad | rundad |       |
| ------- | ------ | ------- | ------ | ----- |
| Sluten  | i      | y       |        | u     |
| Mellan  | e      | ø       |        | o     |
| Öppen   | æ      |         | ɑ      |       |

#### Diftonger
| Diftonger      | Slutar med /i/ | Slutar med /u/ | Slutar med /y/ | Öppna diftonger |
| -------------- | -------------- | -------------- | -------------- | --------------- |
| Börjar med /ɑ/ | [ɑi̯]           | [ɑu̯]           |                |                 |
| Börjar med /æ/ | [æi̯]           |                | [æy̯]           |                 |
| Börjar med /o/ | [oi̯]           | [ou̯]           |                |                 |
| Börjar med /e/ | [ei̯]           | [eu̯]           | [ey̯]           |                 |
| Börjar med /ø/ | [øi̯]           |                | [øy̯]           |                 |
| Börjar med /u/ | [ui̯]           |                |                | [uo̯]            |
| Börjar med /i/ |                | [iu̯]           | [iy̯]           | [ie̯]            |
| Börjar med /y/ | [yi̯]           |                |                | [yø̯]            |

#### Vokalharmoni

Så här delas vokalerna in i det finska språket.

Vokalharmonin finns i de flesta finsk-ugriska språk och är lite speciell för dessa språk. Undantag är exempelvis meänkieli, där vissa variateter saknar vokalharmoni. Vokalharmonin handlar om hur ordet ska böjas, bokstäverna a o u och y ä ö kan inte hamna i samma ord, men alla dessa kan hamna med e i, men endast i sammanskrivningar kan a o u och y ä ö hamna i samma ord och lånord, t.ex. seinäkellossa "i en väggklocka" (av 'seinä' + 'kello'). Hur orden ska böjas bestäms av ordets grundvokal.

## Längd
Alla fonem (t.o.m /ʋ/ och /j/, se nedan) kan förekomma som fördubblade i fonetisk längd. Konsonantfördubbling sker alltid på enligheten av finskans stavningsregler.
Vissa exemplen:
tuli = eld, tuuli = vind, tulli = tull
muta = lera, muuta = andra (partitiv sg.), mutta = men, muuttaa = att ändra/flytta
Ett dubbelt /h/ är sällsynt i standard finskan, men kan dock förekomma, t.ex. hihhuli som är en nedsättande term för en religiös fanatiker. Skillnaden mellan /d/ och /dː/ kan endast finnas i lånord; inhemska d förekommer endast i kortform. Medan /ʋ/ och /j/ kan visas som parvis när de uttalas, t.ex. vauva [ʋɑu̯ʋːɑ], raijata [rɑi̯jːɑtɑ], denna skillnad är inte fonematisk och anges inte i stavning.

## Betoning
Likt ungerskan och estniskan faller finskans betoning alltid på första stavningen i ordet, oavsett längd. Även ord med kort förstastavelse och lång andrastavelse har betoningen på första stavelsen, t.ex. eloon 'i livet'. I bibetoning faller oftast på udda stavelser, dvs. den tredje, den femte (osv.) stavningen i ordet, men den faller aldrig på den sista stavelsen, jf. kalanmaksaöljyä (här betonas inte ä).
I sammansatta ord betonas varje ord på sin ursprungliga betoning, t.ex. i lånordet rucolasalaattia. När bibetoningen faller på en svag stavning (med kort vokal utan konsonant efteråt) flyttas betoningen till nästa stavning, jf. puhuisimmeko? (skulle vi tala?) vs. puhuvatko? (talar de?), där det första exemplet har bibetoningen på den tredje stavningen, som huvudregeln, medan det andra exemplet har flyttat bibetoningen till fjärde stavningen, för att undvika en situation där den tredje stavningen är svag och den fjärde stavningen är stark. 

## Sandhi
Finska sandhi är ytterst vanligt förekommande mellan många ord och morfem i officiellt standard språk och talspråk. I de flesta "register" är det aldrig nedskrivet; endast de dialektala transkriptionerna har det nedskrivet. Det finns två processer, den första är en enkel assimilation med avseende för artikulationsstället (t.ex. np → mp) och den andra är om prediktiva fördubblingar av initiala konsonanter på morfemets "gränser".
Några enkla regler:
- /n + k/ → [ŋk], velariation av 'k', t.ex. sen kanssa [seŋ‿kɑnsːɑ]
- /n + p/ → [mp], labialiation av 'p', t.ex. hän poimii [hæm‿poi̯mi]
- /V + V/ → [VʔV], dissimilation av en sekvens av individuella vokaler (jämfört med diftonger) genom en så kallad glottisstöt, t.ex. kuorma-auto [kuo̯rmɑʔɑu̯to].

Fördubbling av morfeminitial konsonant uppstår när morfem som föregår det slutar på en vokal och tillhör någon av dessa morfologiska klasser:
- substantiv på -e (bortsett från några nya lånord):

t.ex. hakelava [hɑkelːɑʋɑ] "öppen box för träflis"
- imperativ och imperativ konegativ rörande andra person singular, liksom den negativ formen för presens indikativ (dessa tre är alltid lika varandra)
- imperativ konnegativ rörande tredje person singular, första person plural, andra person plural och tredje person plural:

t.ex. älkää tehkökään sitä 'gör det inte!' [tehkøkːæːn]
- första infinitiv (ordbokets sökord)

t.ex. täytyy mennä käymään [tæy̯tyːmenːækːæy̯mæːn]
- substantivskasus på -e: allativ -lle liksom superlativ -nne och prolativ -tse
- andra ord som kai "förmodligen", luo "till, gentemot" och tai "eller"